# Liste des monuments historiques de Maine-et-Loire (nord)
Cet article recense les monuments historiques du nord de Maine-et-Loire, en France.

## Liste
Cette liste comprend les communes des arrondissements d'Angers et Segré, correspondant à peu près au nord et à l'ouest du département.
Du fait du nombre de protections à Angers, la commune dispose d'une liste à part : voir la liste des monuments historiques d'Angers
- Haut – A
- B
- C
- D
- E
- F
- G
- H
- I
- J
- K
- L
- M
- N
- O
- P
- Q
- R
- S
- T
- U
- V
- W
- X
- Y
- Z

| Monument                                                           | Commune                                                | Adresse                                         | Coordonnées                        | Notice         | Protection                   | Date            | Illustration                                            |
| ------------------------------------------------------------------ | ------------------------------------------------------ | ----------------------------------------------- | ---------------------------------- | -------------- | ---------------------------- | --------------- | ------------------------------------------------------- |
| Château d'Angrie                                                   | Angrie                                                 |                                                 | 47° 34′ 15″ nord, 0° 58′ 20″ ouest | « PA49000071 » | Inscrit                      | 2008            | Château d'Angrie                                        |
| Fours à chaux de la Veurière                                       | Angrie                                                 | La Veurière                                     | 47° 35′ 09″ nord, 0° 55′ 07″ ouest | « PA00108943 » | Inscrit                      | 1980            | Fours à chaux de la Veurière                            |
| Manoir de la Gâchetière                                            | Angrie                                                 |                                                 | 47° 33′ 17″ nord, 0° 54′ 38″ ouest | « PA00108944 » | Inscrit                      | 1981            | Manoir de la Gâchetière                                 |
| Moulin Neuf                                                        | Angrie                                                 | Le Moulin Neuf, Route nationale 770             | 47° 33′ 42″ nord, 1° 00′ 20″ ouest | « PA00108945 » | Inscrit                      | 1975            | Moulin Neuf                                             |
| Usine à chaux de Saint-Pierre                                      | Angrie                                                 |                                                 | 47° 35′ 09″ nord, 0° 55′ 07″ ouest | « PA49000060 » | Inscrit                      | 2006            | Usine à chaux de Saint-Pierre                           |
| Château du Bois-Geslin                                             | Armaillé                                               |                                                 | 47° 42′ 54″ nord, 1° 07′ 39″ ouest | « PA00109422 » | Inscrit                      | 1991            | Château du Bois-Geslin                                  |
| Prieuré de la Primaudière                                          | Armaillé                                               | La Primaudière                                  | 47° 41′ 47″ nord, 1° 10′ 49″ ouest | « PA00108947 » | Classé Inscrit               | 1965 2005       | Prieuré de la Primaudière                               |
| Château de la Perrière                                             | Avrillé                                                |                                                 | 47° 30′ 25″ nord, 0° 35′ 13″ ouest | « PA00108953 » | Inscrit Classé               | 1965 1983       | Château de la Perrière                                  |
| Moulin à vent de la Garde                                          | Avrillé                                                |                                                 | 47° 30′ 34″ nord, 0° 35′ 01″ ouest | « PA00108955 » | Inscrit                      | 1982            | Moulin à vent de la Garde                               |
| Prieuré de la Haie-aux-Bonshommes                                  | Avrillé                                                |                                                 | 47° 29′ 24″ nord, 0° 36′ 08″ ouest | « PA00108954 » | Inscrit Classé Inscrit       | 1947 1965       | Image manquante Téléverser                              |
| Château de Beaufort-en-Vallée                                      | Beaufort-en-Anjou                                      | Beaufort-en-Vallée                              | 47° 26′ 21″ nord, 0° 13′ 10″ ouest | « PA00108960 » | Inscrit                      | 1951            | Château de Beaufort-en-Vallée                           |
| Couvent des religieuses hospitalières de Saint-Joseph-de-la-Flèche | Beaufort-en-Anjou                                      | 5, 7 rue de l'Hôpital Beaufort-en-Vallée        | 47° 26′ 25″ nord, 0° 13′ 22″ ouest | « PA00108961 » | Classé                       | 1969            | Image manquante Téléverser                              |
| Église Notre-Dame de Beaufort-en-Vallée                            | Beaufort-en-Anjou                                      | Beaufort-en-Vallée                              | 47° 26′ 25″ nord, 0° 13′ 01″ ouest | « PA00108962 » | Inscrit                      | 1963 1994       | Église Notre-Dame de Beaufort-en-Vallée                 |
| Manoir de Princé                                                   | Beaufort-en-Anjou                                      | Beaufort-en-Vallée                              | 47° 27′ 43″ nord, 0° 11′ 17″ ouest | « PA00108963 » | Inscrit                      | 1977            | Image manquante Téléverser                              |
| Prieuré d'Avrillé                                                  | Beaufort-en-Anjou                                      | Beaufort-en-Vallée                              | 47° 26′ 12″ nord, 0° 14′ 04″ ouest | « PA00108964 » | Classé Inscrit               | 1972            | Image manquante Téléverser                              |
| Église Saint-Aubin de Gée                                          | Beaufort-en-Anjou                                      | Gée                                             | 47° 27′ 24″ nord, 0° 13′ 50″ ouest | « PA00109119 » | Inscrit                      | 1984            | Image manquante Téléverser                              |
| Presbytère de Gée                                                  | Beaufort-en-Anjou                                      | Gée                                             | 47° 27′ 25″ nord, 0° 13′ 51″ ouest | « PA00109120 » | Inscrit                      | 1984            | Image manquante Téléverser                              |
| Chapelle Notre-Dame                                                | Beaulieu-sur-Layon                                     | Rue de la Mairie                                | 47° 18′ 39″ nord, 0° 35′ 23″ ouest | « PA00108965 » | Inscrit                      | 1926            | Chapelle Notre-Dame                                     |
| Hôtel Desmazières                                                  | Beaulieu-sur-Layon                                     |                                                 | 47° 18′ 40″ nord, 0° 35′ 24″ ouest | « PA00108966 » | Inscrit                      | 1968            | Hôtel Desmazières                                       |
| Logis de la Pinsonnière                                            | Beaulieu-sur-Layon                                     | Rue Saint-Vincent                               | 47° 18′ 44″ nord, 0° 35′ 41″ ouest | « PA00108967 » | Inscrit                      | 1984            | Logis de la Pinsonnière                                 |
| Château du Bois-Guignot                                            | Bécon-les-Granits                                      |                                                 | 47° 29′ 41″ nord, 0° 47′ 34″ ouest | « PA49000052 » | Inscrit                      | 2006            | Image manquante Téléverser                              |
| Château de Landeronde                                              | Bécon-les-Granits                                      |                                                 | 47° 28′ 35″ nord, 0° 47′ 21″ ouest | « PA00108969 » | Classé Inscrit               | 1964            | Image manquante Téléverser                              |
| Ferme de la Grand-Maison                                           | Bécon-les-Granits                                      |                                                 | 47° 29′ 51″ nord, 0° 48′ 17″ ouest | « PA00108970 » | Inscrit                      | 1988            | Image manquante Téléverser                              |
| Moulin à vent de La Landronnière                                   | Bécon-les-Granits                                      | La Landronnière                                 | 47° 31′ 24″ nord, 0° 48′ 12″ ouest | « PA00108971 » | Inscrit                      | 1975            | Image manquante Téléverser                              |
| Église Notre-Dame                                                  | Béhuard                                                |                                                 | 47° 22′ 47″ nord, 0° 38′ 36″ ouest | « PA00108973 » | Classé                       | 1862            | Église Notre-Dame                                       |
| Maisons                                                            | Béhuard                                                |                                                 | 47° 22′ 47″ nord, 0° 38′ 37″ ouest | « PA00108974 » | Classé                       | 1948            | Maisons                                                 |
| Moulin à vent de la Pinsonnerie                                    | Bellevigne-en-Layon                                    | Faye-d'Anjou                                    | 47° 17′ 11″ nord, 0° 31′ 44″ ouest | « PA00109101 » | Inscrit                      | 1978            | Moulin à vent de la Pinsonnerie                         |
| Maison de la Dîme                                                  | Bellevigne-en-Layon                                    | Rablay-sur-Layon                                | 47° 17′ 43″ nord, 0° 34′ 35″ ouest | « PA00109242 » | Inscrit                      | 1952            | Maison de la Dîme                                       |
| Manoir Le Gué du Berge                                             | Bellevigne-en-Layon                                    | 2 rue des Fontaines Thouarcé                    | 47° 15′ 55″ nord, 0° 30′ 00″ ouest | « PA49000054 » | Inscrit                      | 2006            | Image manquante Téléverser                              |
| Moulin de la Montagne                                              | Bellevigne-en-Layon                                    | Thouarcé                                        | 47° 16′ 07″ nord, 0° 29′ 21″ ouest | « PA00109371 » | Inscrit                      | 1980            | Image manquante Téléverser                              |
| Église Saint-Aubin de Blaison                                      | Blaison-Saint-Sulpice                                  | Blaison-Gohier                                  | 47° 24′ 01″ nord, 0° 22′ 14″ ouest | « PA00108975 » | Classé                       | 1914            | Église Saint-Aubin de Blaison                           |
| Château de l'Ambroise                                              | Blaison-Saint-Sulpice                                  | Saint-Sulpice                                   | 47° 23′ 44″ nord, 0° 24′ 48″ ouest | « PA00109297 » | Classé Inscrit               | 1989            | Image manquante Téléverser                              |
| Église Saint-Sulpice                                               | Blaison-Saint-Sulpice                                  | Saint-Sulpice                                   | 47° 23′ 59″ nord, 0° 25′ 04″ ouest | « PA00109420 » | Inscrit                      | 1990            | Image manquante Téléverser                              |
| Château de Chavigné                                                | Les Bois d'Anjou                                       | Brion                                           | 47° 25′ 27″ nord, 0° 09′ 17″ ouest | « PA00108990 » | Inscrit                      | 1986            | Image manquante Téléverser                              |
| Église Saint-Gervais-et-Saint-Protais de Brion                     | Les Bois d'Anjou                                       | Brion                                           | 47° 26′ 36″ nord, 0° 09′ 24″ ouest | « PA00108991 » | Classé                       | 1910            | Église Saint-Gervais-et-Saint-Protais de Brion          |
| Logis de la Cuche                                                  | Les Bois d'Anjou                                       | Brion                                           | 47° 27′ 28″ nord, 0° 07′ 46″ ouest | « PA00108992 » | Inscrit                      | 1987            | Image manquante Téléverser                              |
| Logis de la Rosellière                                             | Les Bois d'Anjou                                       | Brion                                           | 47° 27′ 36″ nord, 0° 07′ 29″ ouest | « PA00108993 » | Inscrit                      | 1987            | Image manquante Téléverser                              |
| Château de La Tour du Pin                                          | Les Bois d'Anjou                                       | Fontaine-Guérin                                 | 47° 29′ 51″ nord, 0° 09′ 41″ ouest | « PA00109105 » | Inscrit                      | 1926            | Image manquante Téléverser                              |
| Église Saint-Martin-de-Vertou de Fontaine-Guérin                   | Les Bois d'Anjou                                       | Fontaine-Guérin                                 | 47° 29′ 11″ nord, 0° 11′ 19″ ouest | « PA00109106 » | Inscrit                      | 1926            | Église Saint-Martin-de-Vertou de Fontaine-Guérin        |
| Manoir de Chape                                                    | Les Bois d'Anjou                                       | Fontaine-Guérin                                 | 47° 29′ 41″ nord, 0° 11′ 24″ ouest | « PA00109107 » | Inscrit                      | 1970            | Image manquante Téléverser                              |
| Château de Laveau                                                  | Les Bois d'Anjou                                       | Saint-Georges-du-Bois                           | 47° 28′ 34″ nord, 0° 12′ 53″ ouest | « PA00109265 » | Inscrit                      | 1984            | Image manquante Téléverser                              |
| Église Saint-Georges de Saint-Georges-du-Bois                      | Les Bois d'Anjou                                       | Saint-Georges-du-Bois                           | 47° 29′ 51″ nord, 0° 13′ 35″ ouest | « PA00109266 » | Classé                       | 1963            | Image manquante Téléverser                              |
| Château du Petit-Serrant                                           | Bouchemaine                                            |                                                 | 47° 24′ 37″ nord, 0° 37′ 04″ ouest | « PA00108979 » | Inscrit                      | 1989            | Château du Petit-Serrant                                |
| Église Saint-Symphorien                                            | Bouchemaine                                            |                                                 | 47° 25′ 20″ nord, 0° 36′ 32″ ouest | « PA00108980 » | Inscrit                      | 1972            | Église Saint-Symphorien                                 |
| Manoir de Louzil                                                   | Bouchemaine                                            |                                                 | 47° 25′ 06″ nord, 0° 37′ 58″ ouest | « PA00108981 » | Inscrit                      | 1975            | Image manquante Téléverser                              |
| Manoir de la Renazaie                                              | Bouillé-Ménard                                         |                                                 | 47° 44′ 55″ nord, 0° 57′ 54″ ouest | « PA00109415 » | Inscrit                      | 1989            | Image manquante Téléverser                              |
| Salle seigneuriale                                                 | Briollay                                               |                                                 | 47° 33′ 51″ nord, 0° 30′ 35″ ouest | « PA00108989 » | Inscrit                      | 1995 1996       | Salle seigneuriale                                      |
| Prieuré Saint-Aubin                                                | Brissac Loire Aubance                                  | Les Alleuds                                     | 47° 19′ 02″ nord, 0° 24′ 42″ ouest | « PA00108855 » | Inscrit                      | 1957            | Prieuré Saint-Aubin                                     |
| Château de Brissac                                                 | Brissac Loire Aubance                                  | Brissac-Quincé                                  | 47° 21′ 11″ nord, 0° 30′ 19″ ouest | « PA00108994 » | Classé                       | 1958 1966       | Château de Brissac                                      |
| Église Saint-Alman de Quincé                                       | Brissac Loire Aubance                                  | Brissac-Quincé                                  | 47° 20′ 59″ nord, 0° 26′ 49″ ouest | « PA49000027 » | Inscrit                      | 2001            | Église Saint-Alman de Quincé                            |
| Église Saint-Vincent de Brissac                                    | Brissac Loire Aubance                                  | Brissac-Quincé                                  | 47° 21′ 19″ nord, 0° 26′ 57″ ouest | « PA00108995 » | Classé                       | 1978            | Église Saint-Vincent de Brissac                         |
| Mausolée des ducs de Brissac                                       | Brissac Loire Aubance                                  | Brissac-Quincé                                  | 47° 20′ 59″ nord, 0° 26′ 49″ ouest | « PA00109439 » | Inscrit                      | 1991            | Mausolée des ducs de Brissac                            |
| Prieuré de la Colombe                                              | Brissac Loire Aubance                                  | Brissac-Quincé                                  | 47° 21′ 26″ nord, 0° 26′ 59″ ouest | « PA00108996 » | Inscrit                      | 1969            | Prieuré de la Colombe                                   |
| Église Saint-Pierre de Charcé                                      | Brissac Loire Aubance                                  | Charcé-Saint-Ellier-sur-Aubance                 | 47° 21′ 22″ nord, 0° 24′ 42″ ouest | « PA49000028 » | Inscrit                      | 2001            | Église Saint-Pierre de Charcé                           |
| Logis de la Bluttière                                              | Brissac Loire Aubance                                  | Charcé-Saint-Ellier-sur-Aubance                 | 47° 21′ 34″ nord, 0° 23′ 59″ ouest | « PA49000062 » | Inscrit                      | 2006            | Logis de la Bluttière                                   |
| Moulin de Patouillet                                               | Brissac Loire Aubance                                  | Charcé-Saint-Ellier-sur-Aubance                 | 47° 21′ 07″ nord, 0° 22′ 58″ ouest | « PA00109029 » | Inscrit                      | 1977            | Moulin de Patouillet                                    |
| Pierre couverte de Beaupreau                                       | Brissac Loire Aubance                                  | L'Étang Charcé-Saint-Ellier-sur-Aubance         | 47° 21′ 40″ nord, 0° 25′ 05″ ouest | « PA00109028 » | Classé                       | 1889            | Pierre couverte de Beaupreau                            |
| Pierre levée de Beaupreau                                          | Brissac Loire Aubance                                  | L'Étang Charcé-Saint-Ellier-sur-Aubance         | 47° 21′ 40″ nord, 0° 25′ 05″ ouest | « PA00109027 » | Classé                       | 1889            | Pierre levée de Beaupreau                               |
| Château de Montsabert                                              | Brissac Loire Aubance                                  | Coutures                                        | 47° 22′ 33″ nord, 0° 20′ 38″ ouest | « PA00109068 » | Inscrit                      | 1986            | Image manquante Téléverser                              |
| Église Saint-Pierre                                                | Brissac Loire Aubance                                  | Coutures                                        | 47° 21′ 45″ nord, 0° 21′ 18″ ouest | « PA00109069 » | Inscrit                      | 1975            | Église Saint-Pierre                                     |
| Commanderie de Saulgé                                              | Brissac Loire Aubance                                  | Luigné                                          | 47° 17′ 43″ nord, 0° 23′ 07″ ouest | « PA00109165 » | Classé                       | 1969            | Image manquante Téléverser                              |
| Chapelle Saint-Jean de Saint-Rémy-la-Varenne                       | Brissac Loire Aubance                                  | Saint-Rémy-la-Varenne                           | 47° 23′ 46″ nord, 0° 17′ 52″ ouest | « PA00109288 » | Inscrit                      | 1962            | Chapelle Saint-Jean de Saint-Rémy-la-Varenne            |
| Dolmen de la Bajoulière                                            | Brissac Loire Aubance                                  | Saint-Rémy-la-Varenne                           | 47° 22′ 05″ nord, 0° 17′ 51″ ouest | « PA00109289 » | Classé                       | 1936            | Dolmen de la Bajoulière                                 |
| Église Saint-Rémy de Saint-Rémy-la-Varenne                         | Brissac Loire Aubance                                  | Saint-Rémy-la-Varenne                           | 47° 23′ 52″ nord, 0° 18′ 57″ ouest | « PA00109290 » | Classé                       | 1974            | Église Saint-Rémy de Saint-Rémy-la-Varenne              |
| Manoir de Chauvigné                                                | Brissac Loire Aubance                                  | Saint-Rémy-la-Varenne                           | 47° 23′ 58″ nord, 0° 20′ 22″ ouest | « PA00109291 » | Inscrit                      | 1984            | Manoir de Chauvigné                                     |
| Moulin de Bourgdion                                                | Brissac Loire Aubance                                  | Saint-Rémy-la-Varenne                           | 47° 23′ 12″ nord, 0° 20′ 19″ ouest | « PA00109292 » | Inscrit                      | 1975            | Moulin de Bourgdion                                     |
| Prieuré de Saint-Rémy                                              | Brissac Loire Aubance                                  | Saint-Rémy-la-Varenne                           | 47° 23′ 53″ nord, 0° 18′ 56″ ouest | « PA00109293 » | Classé                       | 1955 1957       | Prieuré de Saint-Rémy                                   |
| Grand Moulin de Saint-Saturnin-sur-Loire                           | Brissac Loire Aubance                                  | Saint-Saturnin-sur-Loire                        | 47° 23′ 23″ nord, 0° 25′ 34″ ouest | « PA00109299 » | Inscrit                      | 1977            | Grand Moulin de Saint-Saturnin-sur-Loire                |
| Manoir de la Fosse                                                 | Brissac Loire Aubance                                  | Saint-Saturnin-sur-Loire                        | 47° 23′ 31″ nord, 0° 25′ 23″ ouest | « PA00109294 » | Inscrit                      | 1968            | Manoir de la Fosse                                      |
| Manoir de la Groye                                                 | Brissac Loire Aubance                                  | Saint-Saturnin-sur-Loire                        | 47° 23′ 58″ nord, 0° 26′ 09″ ouest | « PA00109295 » | Classé                       | 1977            | Manoir de la Groye                                      |
| Moulin de Denneron                                                 | Brissac Loire Aubance                                  | Les Quatre Croix Saint-Saturnin-sur-Loire       | 47° 23′ 23″ nord, 0° 25′ 34″ ouest | « PA00109296 » | Inscrit                      | 1977            | Image manquante Téléverser                              |
| Moulin des Giraults                                                | Brissac Loire Aubance                                  | Les Quatre Croix Saint-Saturnin-sur-Loire       | 47° 23′ 23″ nord, 0° 25′ 34″ ouest | « PA00109298 » | Inscrit                      | 1977            | Image manquante Téléverser                              |
| Moulin à vent des Quatre Croix                                     | Brissac Loire Aubance                                  | Les Quatre Croix Saint-Saturnin-sur-Loire       | 47° 23′ 23″ nord, 0° 25′ 34″ ouest | « PA00109300 » | Inscrit                      | 1977            | Moulin à vent des Quatre Croix                          |
| Château de La Saulaie                                              | Candé                                                  |                                                 | 47° 33′ 11″ nord, 1° 02′ 51″ ouest | « PA49000072 » | Inscrit                      | 2008            | Château de La Saulaie                                   |
| Moulin de la Saulaie                                               | Candé                                                  | La Saulaie, R.N. 23bis                          | 47° 33′ 18″ nord, 1° 02′ 51″ ouest | « PA00109002 » | Inscrit                      | 1975            | Moulin de la Saulaie                                    |
| Croix du cimetière                                                 | Cantenay-Épinard                                       |                                                 | 47° 32′ 02″ nord, 0° 34′ 17″ ouest | « PA00109003 » | Classé                       | 1964            | Image manquante Téléverser                              |
| Château de Challain-la-Potherie                                    | Challain-la-Potherie                                   |                                                 | 47° 38′ 06″ nord, 1° 02′ 39″ ouest | « PA00109006 » | Inscrit                      | 1980 2004       | Château de Challain-la-Potherie                         |
| Orangerie du Château de Challain-la-Potherie                       | Challain-la-Potherie                                   |                                                 | 47° 38′ 11″ nord, 1° 02′ 41″ ouest | « PA49000100 » | Inscrit                      | 2019            | Orangerie du Château de Challain-la-Potherie            |
| Manoir de la Cour des Aulnays                                      | Challain-la-Potherie                                   |                                                 | 47° 38′ 03″ nord, 1° 05′ 31″ ouest | « PA00109416 » | Inscrit                      | 1989            | Manoir de la Cour des Aulnays                           |
| Moulin à vent du Rat                                               | Challain-la-Potherie                                   |                                                 | 47° 37′ 18″ nord, 1° 04′ 42″ ouest | « PA00109009 » | Inscrit                      | 1975            | Moulin à vent du Rat                                    |
| Abri sous roche                                                    | Chalonnes-sur-Loire                                    | L'Ouche de la Roche Rocampaille                 | 47° 20′ 32″ nord, 0° 45′ 49″ ouest | « PA00109007 » | Classé                       | 1978            | Image manquante Téléverser                              |
| Église Saint-Maurille                                              | Chalonnes-sur-Loire                                    |                                                 | 47° 21′ 08″ nord, 0° 45′ 28″ ouest | « PA00109008 » | Classé                       | 1909            | Église Saint-Maurille                                   |
| Château de Beauchesne                                              | Champtocé-sur-Loire                                    |                                                 | 47° 26′ 43″ nord, 0° 54′ 08″ ouest | « PA00109015 » | Inscrit                      | 1977            | Image manquante Téléverser                              |
| Château de Champtocé                                               | Champtocé-sur-Loire                                    |                                                 | 47° 24′ 45″ nord, 0° 51′ 43″ ouest | « PA00109016 » | Inscrit                      | 1926            | Château de Champtocé                                    |
| Château de Lancrau                                                 | Champtocé-sur-Loire                                    |                                                 | 47° 25′ 19″ nord, 0° 52′ 55″ ouest | « PA00109017 » | Inscrit                      | 1963            | Image manquante Téléverser                              |
| Château du Pin de Champtocé-sur-Loire                              | Champtocé-sur-Loire                                    |                                                 | 47° 25′ 39″ nord, 0° 51′ 01″ ouest | « PA49000085 » | Inscrit                      | 2011            | Image manquante Téléverser                              |
| Dolmen du Champ du Ruisseau                                        | Champtocé-sur-Loire                                    | Champ du Ruisseau                               | 47° 27′ 33″ nord, 0° 54′ 11″ ouest | « PA00109018 » | Classé                       | 1961            | Dolmen du Champ du Ruisseau                             |
| Dolmen de la Romme                                                 | Champtocé-sur-Loire                                    |                                                 | 47° 25′ 11″ nord, 0° 51′ 24″ ouest | « PA00109440 » | Inscrit                      | 1991            | Dolmen de la Romme                                      |
| Église Saint-Pierre                                                | Champtocé-sur-Loire                                    |                                                 | 47° 24′ 43″ nord, 0° 51′ 52″ ouest | « PA00109021 » | Inscrit                      | 1972            | Église Saint-Pierre                                     |
| Logis de la Basse-Guerche                                          | Chaudefonds-sur-Layon                                  |                                                 | 47° 19′ 57″ nord, 0° 41′ 35″ ouest | « PA00109035 » | Inscrit                      | 1947            | Logis de la Basse-Guerche                               |
| Moulins à vent d'Ardenay                                           | Chaudefonds-sur-Layon                                  |                                                 | 47° 20′ 20″ nord, 0° 43′ 06″ ouest | « PA00109036 » | Inscrit                      | 1976            | Moulins à vent d'Ardenay                                |
| Château du Raguin                                                  | Chazé-sur-Argos                                        |                                                 | 47° 37′ 22″ nord, 0° 53′ 43″ ouest | « PA00109038 » | Inscrit Classé               | 1992 1994       | Image manquante Téléverser                              |
| Église Notre-Dame                                                  | Cheffes                                                |                                                 | 47° 37′ 15″ nord, 0° 30′ 25″ ouest | « PA00109039 » | Classé                       | 1974            | Église Notre-Dame                                       |
| Château de Verney                                                  | Chenillé-Champteussé (également sur Les Hauts-d'Anjou) |                                                 | 47° 40′ 23″ nord, 0° 38′ 06″ ouest | « PA49000084 » | Inscrit                      | 2011            | Image manquante Téléverser                              |
| Église Saint-Martin de Champteussé-sur-Baconne                     | Chenillé-Champteussé                                   | Champteussé-sur-Baconne                         | 47° 40′ 01″ nord, 0° 39′ 20″ ouest | « PA00109013 » | Inscrit                      | 1968            | Église Saint-Martin de Champteussé-sur-Baconne          |
| Logis Sainte-Barbe                                                 | Chenillé-Champteussé                                   | Champteussé-sur-Baconne                         | 47° 40′ 02″ nord, 0° 39′ 11″ ouest | « PA00109012 » | Inscrit                      | 1974            | Image manquante Téléverser                              |
| Presbytère de Champteussé-sur-Baconne                              | Chenillé-Champteussé                                   | Champteussé-sur-Baconne                         | 47° 40′ 00″ nord, 0° 39′ 22″ ouest | « PA00109014 » | Inscrit                      | 1984            | Presbytère de Champteussé-sur-Baconne                   |
| Château des Rues                                                   | Chenillé-Champteussé                                   | Chenillé-Changé                                 | 47° 41′ 44″ nord, 0° 39′ 53″ ouest | « PA00109048 » | Inscrit                      | 1978            | Château des Rues                                        |
| Église Saint-Pierre de Chenillé-Changé                             | Chenillé-Champteussé                                   | Chenillé-Changé                                 | 47° 42′ 02″ nord, 0° 40′ 00″ ouest | « PA49000002 » | Inscrit                      | 1996            | Église Saint-Pierre de Chenillé-Changé                  |
| Moulin à eau de la Chaussée                                        | Chenillé-Champteussé                                   | Chenillé-Changé                                 | 47° 40′ 44″ nord, 0° 41′ 07″ ouest | « PA49000050 » | Inscrit                      | 2005            | Moulin à eau de la Chaussée                             |
| Maison de maître de la Charpenterie et Tour de Cornillé            | Cornillé-les-Caves                                     |                                                 | 47° 29′ 46″ nord, 0° 17′ 56″ ouest | « PA49000066 » | Inscrit                      | 2007            | Maison de maître de la Charpenterie et Tour de Cornillé |
| Maison de maître de la Masselière                                  | Cornillé-les-Caves                                     |                                                 | 47° 29′ 46″ nord, 0° 17′ 43″ ouest | « PA49000065 » | Inscrit                      | 2007            | Image manquante Téléverser                              |
| Abbaye de Chaloché                                                 | Corzé                                                  |                                                 | 47° 32′ 28″ nord, 0° 16′ 52″ ouest | « PA00109065 » | Inscrit                      | 1973            | Abbaye de Chaloché                                      |
| Dolmen de la Pidoucière                                            | Corzé                                                  | Bois de la Pidoucière                           | 47° 32′ 46″ nord, 0° 20′ 52″ ouest | « PA00109066 » | Inscrit                      | 1984            | Dolmen de la Pidoucière                                 |
| Château de Mantelon                                                | Denée                                                  |                                                 | 47° 22′ 27″ nord, 0° 37′ 44″ ouest | « PA49000040 » | Inscrit                      | 2003            | Château de Mantelon                                     |
| Château de la Noue                                                 | Denée également sur Mozé-sur-Louet                     |                                                 | 47° 22′ 47″ nord, 0° 35′ 46″ ouest | « PA00135547 » | Inscrit                      | 1995            | Château de la Noue                                      |
| Château de Souvigné                                                | Denée                                                  |                                                 | 47° 21′ 33″ nord, 0° 35′ 13″ ouest | « PA00109074 » | Inscrit                      | 1976            | Château de Souvigné                                     |
| Église Notre-Dame                                                  | Denée                                                  |                                                 | 47° 22′ 46″ nord, 0° 36′ 32″ ouest | « PA00109075 » | Inscrit                      | 1968            | Église Notre-Dame                                       |
| Presbytère                                                         | Denée                                                  |                                                 | 47° 22′ 47″ nord, 0° 36′ 31″ ouest | « PA00109076 » | Inscrit                      | 1968            | Presbytère                                              |
| Château Bosset                                                     | Durtal                                                 |                                                 | 47° 40′ 14″ nord, 0° 14′ 39″ ouest | « PA00109091 » | Inscrit Classé               | 1987 1989       | Château Bosset                                          |
| Château de Durtal                                                  | Durtal                                                 |                                                 | 47° 40′ 14″ nord, 0° 14′ 42″ ouest | « PA00109090 » | Classé                       | 1900 1950       | Château de Durtal                                       |
| Château de la Motte-Grollier                                       | Durtal                                                 |                                                 | 47° 43′ 07″ nord, 0° 12′ 14″ ouest | « PA00109433 » | Inscrit                      | 1991            | Image manquante Téléverser                              |
| Manoir d'Auvers                                                    | Durtal                                                 |                                                 | 47° 40′ 16″ nord, 0° 14′ 50″ ouest | « PA00109092 » | Inscrit                      | 1974            | Image manquante Téléverser                              |
| Manoir de Serrain                                                  | Durtal                                                 |                                                 | 47° 40′ 02″ nord, 0° 15′ 19″ ouest | « PA00109093 » | Inscrit                      | 1985            | Manoir de Serrain                                       |
| Château de Beuzon                                                  | Écouflant                                              |                                                 | 47° 30′ 22″ nord, 0° 30′ 48″ ouest | « PA00109096 » | Inscrit                      | 1969            | Image manquante Téléverser                              |
| Logis de Bellebranche                                              | Écouflant                                              |                                                 | 47° 31′ 43″ nord, 0° 31′ 45″ ouest | « PA00109097 » | Inscrit                      | 1975            | Image manquante Téléverser                              |
| Château du Plessis-Bourré                                          | Écuillé                                                |                                                 | 47° 36′ 03″ nord, 0° 32′ 40″ ouest | « PA00109098 » | Classé                       | 1931            | Château du Plessis-Bourré                               |
| Église Saint-Didier de Brain-sur-Longuenée                         | Erdre-en-Anjou                                         | Brain-sur-Longuenée                             | 47° 35′ 06″ nord, 0° 45′ 42″ ouest | « PA49000056 » | Inscrit                      | 2007            | Église Saint-Didier de Brain-sur-Longuenée              |
| Ardoisières de La Pouëze                                           | Erdre-en-Anjou                                         | La Pouëze                                       | 47° 33′ 31″ nord, 0° 48′ 08″ ouest | « PA49000024 » | Inscrit                      | 1999            | Ardoisières de La Pouëze                                |
| Chapelle Sainte-Émérance                                           | Erdre-en-Anjou                                         | La Pouëze                                       | 47° 32′ 59″ nord, 0° 48′ 25″ ouest | « PA00109240 » | Classé                       | 1959            | Chapelle Sainte-Émérance                                |
| Prieuré de Port-l'Abbé                                             | Étriché                                                |                                                 | 47° 40′ 39″ nord, 0° 27′ 48″ ouest | « PA00109100 » | Classé Inscrit               | 1965 1997       | Image manquante Téléverser                              |
| Château de Montriou                                                | Feneu                                                  |                                                 | 47° 36′ 44″ nord, 0° 35′ 41″ ouest | « PA00109102 » | Classé                       | 1964            | Image manquante Téléverser                              |
| Moulin à eau de Sautret                                            | Feneu                                                  |                                                 | 47° 34′ 09″ nord, 0° 37′ 17″ ouest | « PA49000035 » | Inscrit                      | 2002            | Moulin à eau de Sautret                                 |
| Église Saint-Germain de Juigné-sur-Loire                           | Les Garennes sur Loire                                 | Juigné-sur-Loire                                | 47° 24′ 28″ nord, 0° 28′ 31″ ouest | « PA00109141 » | Classé Inscrit               | 1965            | Image manquante Téléverser                              |
| Maison Les Charmettes                                              | Les Garennes sur Loire                                 | Juigné-sur-Loire                                | 47° 24′ 25″ nord, 0° 28′ 28″ ouest | « PA00109142 » | Inscrit                      | 1965            | Image manquante Téléverser                              |
| Maison forte du Plessis                                            | Les Garennes sur Loire                                 | Juigné-sur-Loire                                | 47° 23′ 08″ nord, 0° 29′ 50″ ouest | « PA49000029 » | Inscrit                      | 2001            | Image manquante Téléverser                              |
| Presbytère de Juigné-sur-Loire                                     | Les Garennes sur Loire                                 | Juigné-sur-Loire                                | 47° 24′ 27″ nord, 0° 28′ 30″ ouest | « PA00109143 » | Inscrit                      | 1965            | Image manquante Téléverser                              |
| Château de Saint-Jean-des-Mauvrets                                 | Les Garennes sur Loire                                 | Saint-Jean-des-Mauvrets                         | 47° 23′ 57″ nord, 0° 26′ 52″ ouest | « PA49000096 » | Inscrit                      | 2016            | Château de Saint-Jean-des-Mauvrets                      |
| Logis de la Gachetière                                             | Les Garennes sur Loire                                 | 1 route de la Vallée Saint-Jean-des-Mauvrets    | 47° 23′ 54″ nord, 0° 26′ 55″ ouest | « PA49000011 » | Inscrit                      | 1997            | Logis de la Gachetière                                  |
| Château de la Grandière                                            | Grez-Neuville                                          |                                                 | 47° 36′ 51″ nord, 0° 39′ 54″ ouest | « PA00109131 » | Inscrit                      | 1973            | Image manquante Téléverser                              |
| Église Saint-Martin                                                | Grez-Neuville                                          |                                                 | 47° 36′ 11″ nord, 0° 41′ 15″ ouest | « PA00109132 » | Inscrit                      | 1972            | Église Saint-Martin                                     |
| Église Notre-Dame                                                  | Les Hauts-d'Anjou                                      | Brissarthe                                      | 47° 42′ 02″ nord, 0° 26′ 56″ ouest | « PA00108998 » | Inscrit                      | 1965            | Église Notre-Dame                                       |
| Manoir de la Coutardière                                           | Les Hauts-d'Anjou                                      | Brissarthe                                      | 47° 43′ 36″ nord, 0° 27′ 37″ ouest | « PA00108997 » | Inscrit                      | 2004            | Manoir de la Coutardière                                |
| Manoir de Charnacé                                                 | Les Hauts-d'Anjou                                      | Champigné                                       | 47° 40′ 49″ nord, 0° 34′ 21″ ouest | « PA00109010 » | Classé                       | 1930            | Image manquante Téléverser                              |
| Manoir de la Hamonnière                                            | Les Hauts-d'Anjou                                      | Champigné                                       | 47° 38′ 48″ nord, 0° 34′ 18″ ouest | « PA00109011 » | Classé                       | 1949            | Image manquante Téléverser                              |
| Manoir de la Maldemeure                                            | Les Hauts-d'Anjou                                      | Champigné                                       | 47° 38′ 57″ nord, 0° 35′ 34″ ouest | « PA49000061 » | Inscrit                      | 2006            | Image manquante Téléverser                              |
| Église Notre-Dame de Châteauneuf-sur-Sarthe                        | Les Hauts-d'Anjou                                      | Châteauneuf-sur-Sarthe                          | 47° 40′ 52″ nord, 0° 29′ 06″ ouest | « PA00109033 » | Inscrit                      | 1972            | Église Notre-Dame de Châteauneuf-sur-Sarthe             |
| Prieuré du Gravier                                                 | Les Hauts-d'Anjou                                      | Contigné                                        | 47° 43′ 59″ nord, 0° 26′ 36″ ouest | « PA00109061 » | Inscrit                      | 1977            | Image manquante Téléverser                              |
| Église Saint-Pontien de Marigné                                    | Les Hauts-d'Anjou                                      | Marigné                                         | 47° 43′ 22″ nord, 0° 37′ 04″ ouest | « PA00109170 » | Inscrit                      | 1971            | Église Saint-Pontien de Marigné                         |
| Château de Verney                                                  | Les Hauts-d'Anjou (également sur Chenillé-Champteussé) | Querré                                          | 47° 40′ 23″ nord, 0° 38′ 06″ ouest | « PA49000086 » | Inscrit                      | 2011            | Image manquante Téléverser                              |
| Manoir de la Touche-Moreau                                         | Les Hauts-d'Anjou                                      | Sœurdres                                        | 47° 45′ 08″ nord, 0° 34′ 04″ ouest | « PA00109359 » | Classé                       | 1928            | Image manquante Téléverser                              |
| Château de Huillé                                                  | Huillé-Lézigné                                         | Huillé                                          | 47° 38′ 50″ nord, 0° 18′ 16″ ouest | « PA00109134 » | Inscrit                      | 1975            | Image manquante Téléverser                              |
| Château du Plessis-Greffier                                        | Huillé-Lézigné                                         | Huillé                                          | 47° 39′ 16″ nord, 0° 17′ 17″ ouest | « PA00109135 » | Inscrit                      | 1969            | Image manquante Téléverser                              |
| Église Saint-Jean-Baptiste de Huillé                               | Huillé-Lézigné                                         | Huillé                                          | 47° 38′ 51″ nord, 0° 18′ 16″ ouest | « PA00109136 » | Inscrit                      | 1980            | Image manquante Téléverser                              |
| Église Saint-Martin de Beauvau                                     | Jarzé Villages                                         | Beauvau                                         | 47° 34′ 46″ nord, 0° 15′ 20″ ouest | « PA00108968 » | Inscrit                      | 1968            | Église Saint-Martin de Beauvau                          |
| Abbaye de Chaloché                                                 | Jarzé Villages                                         | Chaumont-d'Anjou                                | 47° 32′ 28″ nord, 0° 16′ 52″ ouest | « PA00109037 » | Inscrit                      | 1973            | Abbaye de Chaloché                                      |
| Château du Rouvoltz                                                | Jarzé Villages                                         | Chaumont-d'Anjou                                | 47° 32′ 20″ nord, 0° 16′ 24″ ouest | « PA00125646 » | Inscrit                      | 1993            | Image manquante Téléverser                              |
| Château de Vaux                                                    | Jarzé Villages                                         | Chaumont-d'Anjou                                | 47° 32′ 13″ nord, 0° 17′ 23″ ouest | « PA00125645 » | Inscrit                      | 1993            | Image manquante Téléverser                              |
| Chapelle Notre-Dame                                                | Jarzé Villages                                         | Jarzé                                           | 47° 33′ 47″ nord, 0° 12′ 46″ ouest | « PA00109138 » | Classé                       | 1950            | Chapelle Notre-Dame                                     |
| Château de Jarzé                                                   | Jarzé Villages                                         | Jarzé                                           | 47° 33′ 16″ nord, 0° 14′ 15″ ouest | « PA49000073 » | Inscrit                      | 2008            | Château de Jarzé                                        |
| Église Saint-Cyr-et-Sainte-Julitte de Jarzé                        | Jarzé Villages                                         | Jarzé                                           | 47° 33′ 19″ nord, 0° 13′ 52″ ouest | « PA00109139 » | Classé                       | 1967            | Église Saint-Cyr-et-Sainte-Julitte de Jarzé             |
| Manoir de la Roche-Thibault                                        | Jarzé Villages                                         | Jarzé                                           | 47° 33′ 34″ nord, 0° 16′ 37″ ouest | « PA00109140 » | Inscrit                      | 1978            | Image manquante Téléverser                              |
| Château de la Perraudière                                          | Jarzé Villages                                         | Lué-en-Baugeois                                 | 47° 31′ 16″ nord, 0° 15′ 27″ ouest | « PA00109163 » | Inscrit                      | 1986            | Image manquante Téléverser                              |
| Église Sainte-Marie de Lué-en-Baugeois                             | Jarzé Villages                                         | Lué-en-Baugeois                                 | 47° 31′ 37″ nord, 0° 16′ 41″ ouest | « PA00109164 » | Inscrit                      | 1968            | Église Sainte-Marie de Lué-en-Baugeois                  |
| Château de la Cour de Cellières                                    | Juvardeil                                              |                                                 | 47° 38′ 34″ nord, 0° 30′ 04″ ouest | « PA00109144 » | Inscrit                      | 1977 1987       | Image manquante Téléverser                              |
| Château de Saint-Hénis                                             | Le Lion-d'Angers                                       | Andigné                                         | 47° 40′ 28″ nord, 0° 47′ 06″ ouest | « PA00108858 » | Inscrit                      | 1998            | Château de Saint-Hénis                                  |
| Dolmen de l'Isle Briand                                            | Le Lion-d'Angers                                       | L'Isle Briand                                   | 47° 37′ 07″ nord, 0° 41′ 44″ ouest | « PA00109149 » | Inscrit                      | 1976            | Image manquante Téléverser                              |
| Église Saint-Martin du Lion-d'Angers                               | Le Lion-d'Angers                                       |                                                 | 47° 37′ 41″ nord, 0° 42′ 48″ ouest | « PA00109148 » | Classé Inscrit               | 1980            | Église Saint-Martin du Lion-d'Angers                    |
| Logis du Lion-d'Angers                                             | Le Lion-d'Angers                                       | Sourdon                                         | 47° 38′ 58″ nord, 0° 43′ 14″ ouest | « PA00109150 » | Inscrit                      | 1986            | Image manquante Téléverser                              |
| Manoir Les Vents                                                   | Le Lion-d'Angers                                       |                                                 | 47° 39′ 02″ nord, 0° 46′ 33″ ouest | « PA00109151 » | Inscrit                      | 1972            | Image manquante Téléverser                              |
| Église Saint-Symphorien d'Andard                                   | Loire-Authion                                          | Andard                                          | 47° 27′ 27″ nord, 0° 23′ 50″ ouest | « PA00108857 » | Inscrit                      | 1957            | Église Saint-Symphorien d'Andard                        |
| Église Saint-Aubin                                                 | Loire-Authion                                          | La Bohalle                                      | 47° 25′ 15″ nord, 0° 23′ 28″ ouest | « PA00108978 » | Inscrit                      | 1975            | Église Saint-Aubin                                      |
| Château de Narcé                                                   | Loire-Authion                                          | Brain-sur-l'Authion                             | 47° 26′ 36″ nord, 0° 25′ 44″ ouest | « PA00108984 » | Inscrit                      | 1975            | Château de Narcé                                        |
| Église Saint-Pierre de Brain-sur-l'Authion                         | Loire-Authion                                          | Brain-sur-l'Authion                             | 47° 26′ 46″ nord, 0° 24′ 41″ ouest | « PA00108985 » | Inscrit                      | 1986            | Église Saint-Pierre de Brain-sur-l'Authion              |
| Logis des Landes                                                   | Loire-Authion                                          | Brain-sur-l'Authion                             | 47° 26′ 57″ nord, 0° 25′ 51″ ouest | « PA00108986 » | Inscrit                      | 1984            | Image manquante Téléverser                              |
| Église Saint-Blaise de Corné                                       | Loire-Authion                                          | Rue Royale Corné                                | 47° 28′ 16″ nord, 0° 21′ 04″ ouest | « PA00109062 » | Inscrit                      | 1972            | Église Saint-Blaise de Corné                            |
| Chapelle de la Marsaulaie                                          | Loire-Authion                                          | Saint-Mathurin-sur-Loire                        | 47° 25′ 11″ nord, 0° 20′ 42″ ouest | « PA00109281 » | Inscrit                      | 1972            | Image manquante Téléverser                              |
| Église Saint-Mathurin de Saint-Mathurin-sur-Loire                  | Loire-Authion                                          | Saint-Mathurin-sur-Loire                        | 47° 24′ 35″ nord, 0° 19′ 12″ ouest | « PA00109431 » | Inscrit                      | 1991            | Église Saint-Mathurin de Saint-Mathurin-sur-Loire       |
| Maison de L'Ecce Homo                                              | Loire-Authion                                          | Saint-Mathurin-sur-Loire                        | 47° 24′ 29″ nord, 0° 18′ 34″ ouest | « PA00109282 » | Inscrit                      | 1971            | Maison de L'Ecce Homo                                   |
| Manoir de la Marsaulaie                                            | Loire-Authion                                          | Saint-Mathurin-sur-Loire                        | 47° 25′ 00″ nord, 0° 20′ 38″ ouest | « PA00109283 » | Inscrit                      | 1972            | Image manquante Téléverser                              |
| Château du Plessis-Macé                                            | Longuenée-en-Anjou                                     | Le Plessis-Macé                                 | 47° 32′ 41″ nord, 0° 40′ 33″ ouest | « PA00109231 » | Classé                       | 1962            | Château du Plessis-Macé                                 |
| Église Saint-Martin-de-Tours                                       | Marcé                                                  |                                                 | 47° 34′ 49″ nord, 0° 19′ 39″ ouest | « PA00109166 » | Inscrit                      | 1972            | Église Saint-Martin-de-Tours                            |
| Fossés des Romains                                                 | Marcé                                                  |                                                 | 47° 35′ 35″ nord, 0° 18′ 25″ ouest | « PA00109169 » | Inscrit                      | 1987            | Image manquante Téléverser                              |
| Manoir du Bois-de-l'Humeau                                         | Marcé                                                  |                                                 | 47° 35′ 17″ nord, 0° 18′ 51″ ouest | « PA00109168 » | Inscrit                      | 1979            | Manoir du Bois-de-l'Humeau                              |
| Manoir de la Brideraie                                             | Marcé                                                  |                                                 | 47° 35′ 01″ nord, 0° 18′ 57″ ouest | « PA00109167 » | Inscrit                      | 1972            | Manoir de la Brideraie                                  |
| Manoir Le Châtelet                                                 | Mazé-Milon                                             | Fontaine-Milon                                  | 47° 30′ 17″ nord, 0° 14′ 50″ ouest | « PA00109108 » | Inscrit                      | 1987            | Image manquante Téléverser                              |
| Château de Montgeoffroy                                            | Mazé-Milon                                             | Mazé                                            | 47° 28′ 08″ nord, 0° 16′ 35″ ouest | « PA00109179 » | Classé                       | 1984            | Château de Montgeoffroy                                 |
| Église Saint-Jean-Baptiste                                         | La Ménitré                                             |                                                 | 47° 24′ 07″ nord, 0° 16′ 16″ ouest | « PA00109450 » | Inscrit                      | 1992            | Église Saint-Jean-Baptiste                              |
| Manoir de La Ménitré                                               | La Ménitré                                             |                                                 | 47° 24′ 14″ nord, 0° 16′ 23″ ouest | « PA00109182 » | Inscrit                      | 1928            | Image manquante Téléverser                              |
| Château de Vaux                                                    | Miré                                                   |                                                 | 47° 47′ 06″ nord, 0° 30′ 52″ ouest | « PA00109185 » | Classé                       | 1977            | Image manquante Téléverser                              |
| Dolmen de la Maison des Fées                                       | Miré                                                   |                                                 | 47° 45′ 39″ nord, 0° 29′ 13″ ouest | « PA00109186 » | Classé                       | 1911            | Dolmen de la Maison des Fées                            |
| Église Saint-Mélaine                                               | Miré                                                   |                                                 | 47° 45′ 30″ nord, 0° 29′ 36″ ouest | « PA00109187 » | Inscrit                      | 1984            | Église Saint-Mélaine                                    |
| Logis de Crémaillé la Roche                                        | Miré                                                   |                                                 | 47° 45′ 01″ nord, 0° 31′ 14″ ouest | « PA49000003 » | Inscrit                      | 1996            | Image manquante Téléverser                              |
| Château de la Thibaudière                                          | Montreuil-Juigné                                       |                                                 | 47° 32′ 33″ nord, 0° 38′ 15″ ouest | « PA49000048 » | Inscrit                      | 2005            | Image manquante Téléverser                              |
| Château de Montreuil-sur-Loir                                      | Montreuil-sur-Loir                                     | rue de Tiercé                                   | 47° 36′ 34″ nord, 0° 24′ 17″ ouest | « PA49000098 » | Inscrit                      | 16 février 2018 | Château de Montreuil-sur-Loir                           |
| Manoir de la Chouanière                                            | Montreuil-sur-Maine                                    |                                                 | 47° 40′ 17″ nord, 0° 43′ 52″ ouest | « PA00109209 » | Inscrit                      | 1973            | Image manquante Téléverser                              |
| Église Saint-Jacques de Chemiré-sur-Sarthe                         | Morannes sur Sarthe-Daumeray                           | Chemiré-sur-Sarthe                              | 47° 45′ 06″ nord, 0° 25′ 52″ ouest | « PA00109043 » | Inscrit                      | 1926            | Église Saint-Jacques de Chemiré-sur-Sarthe              |
| Presbytère de Chemiré-sur-Sarthe                                   | Morannes sur Sarthe-Daumeray                           | Chemiré-sur-Sarthe                              | 47° 45′ 03″ nord, 0° 25′ 52″ ouest | « PA00109044 » | Inscrit                      | 1977            | Presbytère de Chemiré-sur-Sarthe                        |
| Chapelle Saint-Étienne de Doucé                                    | Morannes sur Sarthe-Daumeray                           | Daumeray                                        | 47° 39′ 55″ nord, 0° 22′ 28″ ouest | « PA00109071 » | Inscrit                      | 1972            | Chapelle Saint-Étienne de Doucé                         |
| Château de la Roche-Jacquelin                                      | Morannes sur Sarthe-Daumeray                           | Daumeray                                        | 47° 40′ 16″ nord, 0° 21′ 04″ ouest | « PA00109072 » | Inscrit                      | 1974            | Château de la Roche-Jacquelin                           |
| Église Saint-Germain de Daumeray                                   | Morannes sur Sarthe-Daumeray                           | Daumeray                                        | 47° 42′ 08″ nord, 0° 21′ 45″ ouest | « PA49000034 » | Inscrit                      | 2002            | Église Saint-Germain de Daumeray                        |
| Ferme de Vaux                                                      | Morannes sur Sarthe-Daumeray                           | Daumeray                                        | 47° 41′ 23″ nord, 0° 21′ 19″ ouest | « PA00109426 » | Inscrit                      | 1990            | Image manquante Téléverser                              |
| Prieuré Saint-Martin de Daumeray                                   | Morannes sur Sarthe-Daumeray                           | Daumeray                                        | 47° 42′ 09″ nord, 0° 21′ 46″ ouest | « PA00109073 » | Inscrit                      | 2005            | Prieuré Saint-Martin de Daumeray                        |
| Église Saint-Aubin de Morannes                                     | Morannes sur Sarthe-Daumeray                           | Morannes                                        | 47° 44′ 42″ nord, 0° 25′ 04″ ouest | « PA00109217 » | Inscrit                      | 1972            | Église Saint-Aubin de Morannes                          |
| Logis de l'Asnerie                                                 | Morannes sur Sarthe-Daumeray                           | Morannes                                        | 47° 43′ 49″ nord, 0° 23′ 02″ ouest | « PA00109218 » | Inscrit                      | 1984            | Image manquante Téléverser                              |
| Manoir de Chandemanche                                             | Morannes sur Sarthe-Daumeray                           |                                                 | 47° 42′ 55″ nord, 0° 22′ 06″ ouest | « PA49000049 » | Inscrit                      | 2005            | Image manquante Téléverser                              |
| Manoir de Gennetay                                                 | Morannes sur Sarthe-Daumeray                           | Morannes                                        | 47° 46′ 01″ nord, 0° 23′ 28″ ouest | « PA00109219 » | Inscrit                      | 1987            | Image manquante Téléverser                              |
| Manoir des Grignons                                                | Morannes sur Sarthe-Daumeray                           | Morannes                                        | 47° 44′ 35″ nord, 0° 24′ 57″ ouest | « PA00109220 » | Inscrit                      | 1968            | Image manquante Téléverser                              |
| Prieuré de Juigné                                                  | Morannes sur Sarthe-Daumeray                           | Morannes                                        | 47° 43′ 11″ nord, 0° 23′ 40″ ouest | « PA00109441 » | Inscrit                      | 1991            | Image manquante Téléverser                              |
| Château de la Noue                                                 | Mozé-sur-Louet également sur Denée                     |                                                 | 47° 22′ 47″ nord, 0° 35′ 46″ ouest | « PA00135547 » | Inscrit                      | 1995            | Château de la Noue                                      |
| Moulin à vent de la Bigottière                                     | Mozé-sur-Louet                                         |                                                 | 47° 21′ 40″ nord, 0° 33′ 46″ ouest | « PA00109223 » | Inscrit                      | 1984            | Moulin à vent de la Bigottière                          |
| Château de Champiré                                                | Ombrée d'Anjou                                         | Grugé-l'Hôpital                                 | 47° 45′ 17″ nord, 1° 00′ 09″ ouest | « PA49000038 » | Inscrit                      | 2002            | Château de Champiré                                     |
| Château médiéval de Pouancé                                        | Ombrée d'Anjou                                         | Pouancé                                         | 47° 44′ 29″ nord, 1° 10′ 30″ ouest | « PA00109238 » | Classé                       | 1926            | Château médiéval de Pouancé                             |
| Grenier à sel de Pouancé                                           | Ombrée d'Anjou                                         | 19-21 rue Saint-Aubin Pouancé                   | 47° 44′ 31″ nord, 1° 10′ 37″ ouest | « PA49000004 » | Inscrit                      | 1996            | Grenier à sel de Pouancé                                |
| Pigeonnier de Pouancé                                              | Ombrée d'Anjou                                         | Pouancé                                         | 47° 44′ 35″ nord, 1° 10′ 48″ ouest | « PA49000005 » | Inscrit                      | 1996            | Pigeonnier de Pouancé                                   |
| Tour de l'Horloge                                                  | Ombrée d'Anjou                                         | Pouancé                                         | 47° 44′ 27″ nord, 1° 10′ 34″ ouest | « PA00109239 » | Inscrit                      | 1929            | Tour de l'Horloge                                       |
| Château de la Berthière                                            | Le Plessis-Grammoire                                   |                                                 | 47° 30′ 55″ nord, 0° 25′ 35″ ouest | « PA00109228 » | Inscrit                      | 1980            | Image manquante Téléverser                              |
| Église Saint-Jacques                                               | Le Plessis-Grammoire                                   |                                                 | 47° 30′ 02″ nord, 0° 25′ 49″ ouest | « PA00109229 » | Classé                       | 1922            | Église Saint-Jacques                                    |
| Manoir du Grand-Loiron                                             | Le Plessis-Grammoire                                   |                                                 | 47° 29′ 18″ nord, 0° 26′ 28″ ouest | « PA00109230 » | Inscrit                      | 1968            | Image manquante Téléverser                              |
| Château des Ponts-de-Cé                                            | Les Ponts-de-Cé                                        |                                                 | 47° 25′ 31″ nord, 0° 31′ 32″ ouest | « PA00109235 » | Classé                       | 1862            | Château des Ponts-de-Cé                                 |
| Château Rivet                                                      | Les Ponts-de-Cé                                        | Le Grand Rivet                                  | 47° 26′ 16″ nord, 0° 30′ 58″ ouest | « PA00109236 » | Inscrit                      | 1964            | Château Rivet                                           |
| Église Saint-Aubin                                                 | Les Ponts-de-Cé                                        |                                                 | 47° 25′ 47″ nord, 0° 31′ 39″ ouest | « PA00109237 » | Classé                       | 1903            | Église Saint-Aubin                                      |
| Moulin de la Roche                                                 | La Possonnière                                         |                                                 | 47° 23′ 02″ nord, 0° 43′ 51″ ouest | « PA00109232 » | Inscrit                      | 1977            | Moulin de la Roche                                      |
| Briqueterie Le Croc                                                | Les Rairies                                            | Rue du Croc                                     | 47° 39′ 02″ nord, 0° 11′ 52″ ouest | « PA00135551 » | Inscrit                      | 1995            | Briqueterie Le Croc                                     |
| Chapelle de la Roche-Foulques                                      | Rives-du-Loir-en-Anjou                                 | Soucelles                                       | 47° 34′ 33″ nord, 0° 27′ 23″ ouest | « PA00109361 » | Inscrit                      | 1973            | Chapelle de la Roche-Foulques                           |
| Château de Soucelles                                               | Rives-du-Loir-en-Anjou                                 | Soucelles                                       | 47° 34′ 31″ nord, 0° 25′ 05″ ouest | « PA49000053 » | Inscrit                      | 2006            | Château de Soucelles                                    |
| Doigt de César                                                     | Rives-du-Loir-en-Anjou                                 | Les Grandes Foucronnières Soucelles             | 47° 33′ 52″ nord, 0° 25′ 06″ ouest | « PA00109363 » | Classé                       | 1975            | Doigt de César                                          |
| Dolmen de la Pierre Cesée                                          | Rives-du-Loir-en-Anjou                                 | Soucelles                                       | 47° 34′ 08″ nord, 0° 23′ 39″ ouest | « PA00109362 » | Classé                       | 1910            | Dolmen de la Pierre Cesée                               |
| Église Saint-Pierre de Villevêque                                  | Rives-du-Loir-en-Anjou                                 | Villevêque                                      | 47° 33′ 38″ nord, 0° 25′ 20″ ouest | « PA00109412 » | Inscrit                      | 1972            | Église Saint-Pierre de Villevêque                       |
| Église Sainte-Croix                                                | Rochefort-sur-Loire                                    |                                                 | 47° 21′ 23″ nord, 0° 39′ 17″ ouest | « PA49000075 » | Inscrit                      | 2008            | Église Sainte-Croix                                     |
| Château de Pignerolle                                              | Saint-Barthélemy-d'Anjou                               |                                                 | 47° 28′ 12″ nord, 0° 28′ 26″ ouest | « PA00109254 » | Classé                       | 1961            | Château de Pignerolle                                   |
| Château de la Romanerie                                            | Saint-Barthélemy-d'Anjou                               |                                                 | 47° 29′ 02″ nord, 0° 30′ 27″ ouest | « PA00109255 » | Inscrit                      | 1972            | Château de la Romanerie                                 |
| Manoir de la Ranloue                                               | Saint-Barthélemy-d'Anjou                               |                                                 | 47° 28′ 06″ nord, 0° 30′ 00″ ouest | « PA00109256 » | Inscrit                      | 1977            | Manoir de la Ranloue                                    |
| Château de Chateaubriant                                           | Sainte-Gemmes-sur-Loire                                |                                                 | 47° 26′ 53″ nord, 0° 35′ 04″ ouest | « PA00109260 » | Inscrit                      | 1988            | Image manquante Téléverser                              |
| Manoir de Belligan                                                 | Sainte-Gemmes-sur-Loire                                |                                                 | 47° 26′ 20″ nord, 0° 35′ 20″ ouest | « PA00109261 » | Inscrit                      | 1988            | Image manquante Téléverser                              |
| Vestiges archéologiques gallo-romains                              | Sainte-Gemmes-sur-Loire                                | Les Chavelliers Les Grandes Maisons Le Ruisseau | 47° 26′ 03″ nord, 0° 35′ 21″ ouest | « PA00109262 » | Classé                       | 1975            | Image manquante Téléverser                              |
| Abbaye de Saint-Georges-sur-Loire                                  | Saint-Georges-sur-Loire                                |                                                 | 47° 24′ 30″ nord, 0° 45′ 41″ ouest | « PA00109268 » | Inscrit Classé Inscrit       | 1961 1973 1988  | Abbaye de Saint-Georges-sur-Loire                       |
| Château de la Bénaudière                                           | Saint-Georges-sur-Loire                                |                                                 | 47° 24′ 42″ nord, 0° 46′ 59″ ouest | « PA49000006 » | Inscrit                      | 1996            | Image manquante Téléverser                              |
| Château de Chevigné                                                | Saint-Georges-sur-Loire                                | Château de Chevigné                             | 47° 24′ 21″ nord, 0° 42′ 39″ ouest | « PA00109269 » | Inscrit                      | 1963            | Image manquante Téléverser                              |
| Château de Serrant                                                 | Saint-Georges-sur-Loire                                |                                                 | 47° 24′ 54″ nord, 0° 44′ 40″ ouest | « PA00109270 » | Classé                       | 1948            | Château de Serrant                                      |
| Église Saint-Georges                                               | Saint-Georges-sur-Loire                                |                                                 | 47° 24′ 31″ nord, 0° 45′ 42″ ouest | « PA00109436 » | Inscrit                      | 1991            | Église Saint-Georges                                    |
| Château de la Touche-Savary                                        | Saint-Germain-des-Prés                                 |                                                 | 47° 24′ 26″ nord, 0° 49′ 44″ ouest | « PA00109271 » | Inscrit                      | 1972            | Image manquante Téléverser                              |
| Église Saint-Germain                                               | Saint-Germain-des-Prés                                 |                                                 | 47° 24′ 32″ nord, 0° 50′ 06″ ouest | « PA49000068 » | Inscrit                      | 2007            | Église Saint-Germain                                    |
| Église Saint-Melaine                                               | Saint-Melaine-sur-Aubance                              |                                                 | 47° 22′ 12″ nord, 0° 29′ 46″ ouest | « PA00109284 » | Inscrit                      | 1972            | Image manquante Téléverser                              |
| Château de Varennes                                                | Savennières                                            |                                                 | 47° 23′ 07″ nord, 0° 38′ 59″ ouest | « PA49000089 » | Inscrit, ZPPAUP, site classé | 2012            | Image manquante Téléverser                              |
| Église Saint-Pierre-et-Saint-Romain                                | Savennières                                            |                                                 | 47° 23′ 02″ nord, 0° 39′ 23″ ouest | « PA00109346 » | Classé                       | 1840            | Église Saint-Pierre-et-Saint-Romain                     |
| Logis de la Coulée de Serrant                                      | Savennières                                            |                                                 | 47° 23′ 35″ nord, 0° 38′ 21″ ouest | « PA00109347 » | Inscrit                      | 1968            | Image manquante Téléverser                              |
| Logis de la Cour                                                   | Savennières                                            | La Roche aux Moines                             | 47° 23′ 21″ nord, 0° 38′ 27″ ouest | « PA00109348 » | Inscrit                      | 1986            | Image manquante Téléverser                              |
| Manoir des Lauriers                                                | Savennières                                            |                                                 | 47° 22′ 58″ nord, 0° 39′ 36″ ouest | « PA00109349 » | Inscrit                      | 1974            | Image manquante Téléverser                              |
| Moulin à vent du Fresne                                            | Savennières                                            |                                                 | 47° 22′ 43″ nord, 0° 39′ 50″ ouest | « PA00109350 » | Inscrit                      | 1975            | Image manquante Téléverser                              |
| Moulin à vent de Plussin                                           | Savennières                                            |                                                 | 47° 23′ 48″ nord, 0° 40′ 13″ ouest | « PA00109351 » | Inscrit                      | 1975            | Image manquante Téléverser                              |
| Presbytère                                                         | Savennières                                            | Rue de la Cure                                  | 47° 22′ 59″ nord, 0° 39′ 23″ ouest | « PA00109352 » | Inscrit                      | 1986            | Presbytère                                              |
| Logis de la Fleuriaie                                              | Segré-en-Anjou Bleu                                    | Aviré                                           | 47° 43′ 13″ nord, 0° 49′ 24″ ouest | « PA49000009 » | Inscrit                      | 1997            | Logis de la Fleuriaie                                   |
| Manoir Le Grand Rossignol                                          | Segré-en-Anjou Bleu                                    | Aviré                                           | 47° 41′ 50″ nord, 0° 46′ 04″ ouest | « PA00108951 » | Inscrit                      | 1978            | Manoir Le Grand Rossignol                               |
| Pierre debout du Genest                                            | Segré-en-Anjou Bleu                                    | Aviré                                           | 47° 43′ 40″ nord, 0° 47′ 30″ ouest | « PA00108952 » | Classé                       | 1889            | Pierre debout du Genest                                 |
| Château de la Lorie                                                | Segré-en-Anjou Bleu                                    | La Chapelle-sur-Oudon                           | 47° 40′ 43″ nord, 0° 50′ 55″ ouest | « PA00109025 » | Inscrit Classé               | 1975 1979       | Château de la Lorie                                     |
| Presbytère de La Chapelle-sur-Oudon                                | Segré-en-Anjou Bleu                                    | La Chapelle-sur-Oudon                           | 47° 40′ 46″ nord, 0° 49′ 39″ ouest | « PA00109026 » | Inscrit                      | 1976            | Presbytère de La Chapelle-sur-Oudon                     |
| Fortifications de Châtelais                                        | Segré-en-Anjou Bleu                                    | Châtelais                                       | 47° 45′ 33″ nord, 0° 55′ 44″ ouest | « PA00109034 » | Inscrit                      | 1964            | Fortifications de Châtelais                             |
| Dolmen de la Petifaie                                              | Segré-en-Anjou Bleu                                    | La Ferrière-de-Flée                             | 47° 45′ 13″ nord, 0° 50′ 40″ ouest | « PA00109427 » | Inscrit                      | 1990            | Dolmen de la Petifaie                                   |
| Pierre couverte du château de la Ferrière                          | Segré-en-Anjou Bleu                                    | La Ferrière-de-Flée                             | 47° 44′ 09″ nord, 0° 51′ 43″ ouest | « PA00109103 » | Classé                       | 1989            | Pierre couverte du château de la Ferrière               |
| Château de la Faucille                                             | Segré-en-Anjou Bleu                                    | L'Hôtellerie-de-Flée                            | 47° 44′ 35″ nord, 0° 54′ 58″ ouest | « PA00109133 » | Inscrit                      | 1972            | Château de la Faucille                                  |
| Manoir du Hardas                                                   | Segré-en-Anjou Bleu                                    | Louvaines                                       | 47° 41′ 27″ nord, 0° 48′ 38″ ouest | « PA00109434 » | Inscrit Classé               | 1991 1994       | Image manquante Téléverser                              |
| Prieuré de la Jaillette                                            | Segré-en-Anjou Bleu                                    | Louvaines                                       | 47° 40′ 22″ nord, 0° 46′ 00″ ouest | « PA00109162 » | Inscrit                      | 1926 1976       | Prieuré de la Jaillette                                 |
| Château de Bouillé-Théval                                          | Segré-en-Anjou Bleu                                    | Montguillon                                     | 47° 44′ 39″ nord, 0° 46′ 54″ ouest | « PA00109189 » | Inscrit                      | 1973            | Image manquante Téléverser                              |
| Ferme de la Motte-Mulon                                            | Segré-en-Anjou Bleu                                    | Montguillon                                     | 47° 43′ 50″ nord, 0° 45′ 39″ ouest | « PA00109190 » | Inscrit                      | 1926            | Image manquante Téléverser                              |
| Château de la Roche                                                | Segré-en-Anjou Bleu                                    | Noyant-la-Gravoyère                             | 47° 42′ 06″ nord, 0° 57′ 46″ ouest | « PA49000039 » | Inscrit                      | 2003            | Château de la Roche                                     |
| Abbaye de Nyoiseau                                                 | Segré-en-Anjou Bleu                                    | Nyoiseau                                        | 47° 43′ 02″ nord, 0° 54′ 54″ ouest | « PA00132831 » | Inscrit                      | 1994            | Abbaye de Nyoiseau                                      |
| Château de la Chetardière                                          | Segré-en-Anjou Bleu                                    | Sainte-Gemmes-d'Andigné                         | 47° 40′ 32″ nord, 0° 53′ 23″ ouest | « PA49000036 » | Inscrit                      | 2002            | Image manquante Téléverser                              |
| Église Sainte-Gemmes                                               | Segré-en-Anjou Bleu                                    | Place de la Mairie Sainte-Gemmes-d'Andigné      | 47° 40′ 30″ nord, 0° 52′ 59″ ouest | « PA49000093 » | Inscrit                      | 2014            | Église Sainte-Gemmes                                    |
| Logis de la Pezellière                                             | Segré-en-Anjou Bleu                                    | Sainte-Gemmes-d'Andigné                         | 47° 39′ 21″ nord, 0° 55′ 19″ ouest | « PA49000030 » | Inscrit                      | 2001            | Image manquante Téléverser                              |
| Château de Danne                                                   | Segré-en-Anjou Bleu                                    | Saint-Martin-du-Bois                            | 47° 41′ 37″ nord, 0° 45′ 13″ ouest | « PA00109279 » | Inscrit                      | 1980            | Image manquante Téléverser                              |
| Château du Percher                                                 | Segré-en-Anjou Bleu                                    | Saint-Martin-du-Bois                            | 47° 42′ 42″ nord, 0° 42′ 16″ ouest | « PA00109280 » | Classé                       | 1922 1965 1968  | Image manquante Téléverser                              |
| Église Sainte-Madeleine de Segré                                   | Segré-en-Anjou Bleu                                    | Segré                                           | 47° 41′ 12″ nord, 0° 52′ 18″ ouest | « PA49000069 » | Inscrit                      | 2007            | Église Sainte-Madeleine de Segré                        |
| Maison                                                             | Segré-en-Anjou Bleu                                    | 27 rue Pasteur Segré                            | 47° 41′ 07″ nord, 0° 52′ 19″ ouest | « PA00109353 » | Inscrit                      | 1931            | Maison                                                  |
| Chapelle Notre-Dame-de-la-Garde                                    | Seiches-sur-le-Loir                                    |                                                 | 47° 35′ 18″ nord, 0° 21′ 30″ ouest | « PA00109355 » | Inscrit                      | 1973            | Chapelle Notre-Dame-de-la-Garde                         |
| Château de Brignac                                                 | Seiches-sur-le-Loir                                    |                                                 | 47° 37′ 15″ nord, 0° 19′ 56″ ouest | « PA49000094 » | Inscrit                      | 2014            | Château de Brignac                                      |
| Château du Verger de Seiches-sur-le-Loir                           | Seiches-sur-le-Loir                                    |                                                 | 47° 35′ 56″ nord, 0° 21′ 37″ ouest | « PA49000031 » | Inscrit                      | 2001 2007       | Château du Verger de Seiches-sur-le-Loir                |
| Église Saint-Aubin                                                 | Seiches-sur-le-Loir                                    |                                                 | 47° 34′ 37″ nord, 0° 21′ 48″ ouest | « PA00109357 » | Inscrit                      | 1987            | Église Saint-Aubin                                      |
| Pierre au Loup                                                     | Seiches-sur-le-Loir                                    | Grandchamp du Loup                              | 47° 34′ 14″ nord, 0° 19′ 00″ ouest | « PA00109356 » | Classé                       | 1978            | Pierre au Loup                                          |
| Église Saint-Hilaire                                               | Sermaise                                               |                                                 | 47° 31′ 27″ nord, 0° 12′ 45″ ouest | « PA00109358 » | Inscrit                      | 1973            | Église Saint-Hilaire                                    |
| Château de la Morinière                                            | Soulaines-sur-Aubance                                  |                                                 | 47° 21′ 57″ nord, 0° 30′ 35″ ouest | « PA00109364 » | Classé                       | 1988            | Image manquante Téléverser                              |
| Logis de la Constantinière                                         | Soulaines-sur-Aubance                                  |                                                 | 47° 21′ 33″ nord, 0° 31′ 34″ ouest | « PA00132832 » | Inscrit                      | 1994            | Image manquante Téléverser                              |
| Château du Bois                                                    | Soulaire-et-Bourg                                      |                                                 | 47° 34′ 40″ nord, 0° 33′ 01″ ouest | « PA00109366 » | Inscrit                      | 1972            | Château du Bois                                         |
| Château de la Rousselière                                          | Soulaire-et-Bourg                                      |                                                 | 47° 35′ 25″ nord, 0° 31′ 40″ ouest | « PA00109365 » | Inscrit                      | 1974            | Château de la Rousselière                               |
| Église Saint-Martin                                                | Soulaire-et-Bourg                                      |                                                 | 47° 34′ 44″ nord, 0° 33′ 00″ ouest | « PA00109368 » | Inscrit                      | 1972            | Église Saint-Martin                                     |
| Église Saint-Martin-de-Vertou                                      | Soulaire-et-Bourg                                      |                                                 | 47° 34′ 44″ nord, 0° 33′ 00″ ouest | « PA00109367 » | Inscrit                      | 1972            | Église Saint-Martin-de-Vertou                           |
| Église Saint-Germain de Chavagnes                                  | Terranjou                                              | Chavagnes                                       | 47° 16′ 12″ nord, 0° 27′ 15″ ouest | « PA49000058 » | Inscrit                      | 2006            | Église Saint-Germain de Chavagnes                       |
| Chapelle de Soussigné                                              | Terranjou                                              | Martigné-Briand                                 | 47° 15′ 29″ nord, 0° 24′ 24″ ouest | « PA00109171 » | Classé                       | 1965            | Chapelle de Soussigné                                   |
| Chapelle Saint-Martin-des-Noyers                                   | Terranjou                                              |                                                 | 47° 13′ 42″ nord, 0° 28′ 43″ ouest | « PA49000101 » | Inscrit                      | 2019            | Chapelle Saint-Martin-des-Noyers                        |
| Château de Martigné-Briand                                         | Terranjou                                              | Martigné-Briand                                 | 47° 13′ 57″ nord, 0° 25′ 48″ ouest | « PA00109172 » | Inscrit                      | 2015            | Château de Martigné-Briand                              |
| Château des Noyers                                                 | Terranjou                                              | Martigné-Briand                                 | 47° 14′ 08″ nord, 0° 29′ 16″ ouest | « PA00109173 » | Inscrit                      | 1996            | Château des Noyers                                      |
| Château de Villeneuve                                              | Terranjou                                              | Martigné-Briand                                 | 47° 13′ 20″ nord, 0° 27′ 18″ ouest | « PA00109449 » | Inscrit                      | 1992            | Image manquante Téléverser                              |
| Église Saint-Simplicien de Martigné-Briand                         | Terranjou                                              | Avenue du château Martigné-Briand               | 47° 13′ 58″ nord, 0° 25′ 47″ ouest | « PA49000095 » | Inscrit                      | 2015            | Église Saint-Simplicien de Martigné-Briand              |
| Menhir de la Grouas                                                | Terranjou                                              | La Grouas Martigné-Briand                       | 47° 13′ 59″ nord, 0° 29′ 00″ ouest | « PA00109174 » | Inscrit                      | 1982            | Menhir de la Grouas                                     |
| Polissoir de la Grouas                                             | Terranjou                                              | Canton de la Grouas Martigné-Briand             | 47° 13′ 58″ nord, 0° 29′ 07″ ouest | « PA00109175 » | Inscrit                      | 1982            | Polissoir de la Grouas                                  |
| Église Saint-Martin                                                | Thorigné-d'Anjou                                       |                                                 | 47° 38′ 18″ nord, 0° 39′ 48″ ouest | « PA00109370 » | Inscrit                      | 1969            | Église Saint-Martin                                     |
| Logis de la Harderie                                               | Thorigné-d'Anjou                                       |                                                 | 47° 38′ 26″ nord, 0° 39′ 55″ ouest | « PA00109444 » | Inscrit                      | 1991            | Image manquante Téléverser                              |
| Château du Périneau-Verrières                                      | Trélazé                                                |                                                 | 47° 27′ 46″ nord, 0° 27′ 42″ ouest | « PA49000041 » | Inscrit                      | 2003            | Image manquante Téléverser                              |
| Commanderie de Villemoisan                                         | Val d'Erdre-Auxence                                    | Villemoisan                                     | 47° 28′ 42″ nord, 0° 53′ 14″ ouest | « PA00109411 » | Classé                       | 1958            | Image manquante Téléverser                              |
| Château de la Haute-Guerche                                        | Val-du-Layon                                           | Saint-Aubin-de-Luigné                           | 47° 19′ 43″ nord, 0° 39′ 58″ ouest | « PA00109251 » | Inscrit                      | 1971            | Château de la Haute-Guerche                             |
| Manoir de la Fresnaye                                              | Val-du-Layon                                           | Saint-Aubin-de-Luigné                           | 47° 18′ 38″ nord, 0° 40′ 00″ ouest | « PA00109252 » | Inscrit                      | 1986            | Image manquante Téléverser                              |
| Presbytère de Saint-Aubin-de-Luigné                                | Val-du-Layon                                           | Saint-Aubin-de-Luigné                           | 47° 19′ 43″ nord, 0° 40′ 16″ ouest | « PA00109253 » | Classé                       | 1964            | Presbytère de Saint-Aubin-de-Luigné                     |
| Château d'Écharbot                                                 | Verrières-en-Anjou                                     | Saint-Sylvain-d'Anjou                           | 47° 29′ 49″ nord, 0° 28′ 46″ ouest | « PA00109301 » | Inscrit                      | 1981            | Image manquante Téléverser                              |